# Куртеларі
Куртеларі (фр. Courtelary) — громада  в Швейцарії в кантоні Берн, адміністративний округ Бернська Юра.

## Географія
Громада розташована на відстані близько 39 км на північний захід від Берна.
Куртеларі має площу 22,2 км², з яких на 4,5% дозволяється будівництво (житлове та будівництво доріг), 51,6% використовуються в сільськогосподарських цілях, 43,7% зайнято лісами, 0,2% не є продуктивними (річки, льодовики або гори).

## Демографія
2019 року в громаді мешкало 1456 осіб (+14,6% порівняно з 2010 роком), іноземців було 16,3%. Густота населення становила 66 осіб/км².
За віковим діапазоном населення розподілялося таким чином: 23,8% — особи молодші 20 років, 56,3% — особи у віці 20—64 років, 20% — особи у віці 65 років та старші. Було 597 помешкань (у середньому 2,4 особи в помешканні).
Із загальної кількості 736 працюючих 52 було зайнятих в первинному секторі, 363 — в обробній промисловості, 321 — в галузі послуг.